# Phil Bauhaus
Pour les articles homonymes, voir Bauhaus (homonymie).
Phil Bauhaus, né le 8 juillet 1994 à Bocholt, est un coureur cycliste allemand membre de l'équipe Bahrain Victorious.

## Biographie
En 2013 et 2014, Phil Bauhaus court pour l'équipe continentale Stölting. Il est vainqueur d'étapes du Tour de l'Oder et du Tour de Bulgarie en 2013, du Skive-Løbet, du Kernen Omloop Echt-Susteren et d'étapes du Tour du Portugal et du Baltic Chain Tour en 2014. Cette année-là, il est deuxième du championnat d'Allemagne sur route espoirs et troisième du championnat élites.
Il devient professionnel l'année suivante, au sein de l'équipe Bora-Hansgrohe.
Au mois d'août 2016, il signe un contrat avec la formation Sunweb pour les deux années suivantes. Avec cette équipe, il dispute son premier grand tour, le Tour d'Italie, puis obtient sa première victoire sur le calendrier World Tour au s'imposant devant Arnaud Démare et Bryan Coquard lors d'une étape du Critérium du Dauphiné.
En juillet 2018, il termine sixième de la RideLondon-Surrey Classic.
Bauhaus dispute son premier Tour de France en 2023. Deuxième de la troisième étape puis troisième de la quatrième étape, il est un des protagonistes potentiels pour le maillot vert du classement par points. Il est cependant pénalisé de 50 points lors de la quatrième étape pour avoir réalisé une « obstruction d’un coureur de nature à retarder ou empêcher la progression d’un autre coureur ».

## Palmarès et classements mondiaux

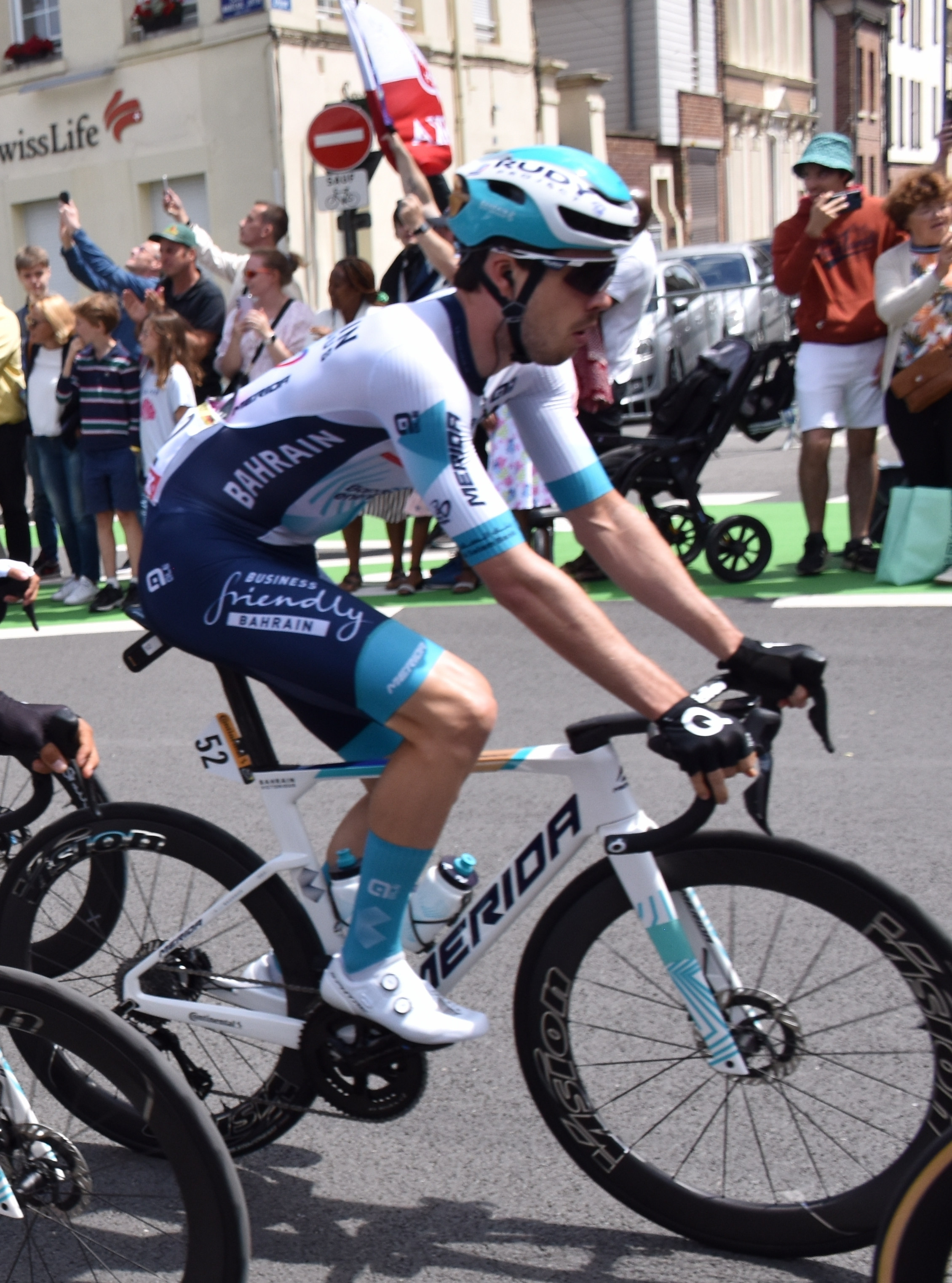
Phil Bauhaus N°52- Tour de France 2025.

### Palmarès
- 2013
  - 2e étape du Tour de l'Oder
  - 1re étape du Tour de Bulgarie
- 2014
  - Skive-Løbet
  - 1re et 6e étapes du Tour du Portugal
  - 5e étape du Baltic Chain Tour
  - Kernen Omloop Echt-Susteren
  - 2e du championnat d'Allemagne sur route espoirs
  - 2e du Zuid Oost Drenthe Classic I
  - 3e du championnat d'Allemagne sur route
  - 3e de la Tour de Düren
- 2016
  - 1re étape du Tour d'Azerbaïdjan
  - 2e étape du Tour de Haute-Autriche
  - 5e étape du Tour du Danemark
  - 4e du championnat du monde sur route espoirs
- 2017
  - 5e étape du Critérium du Dauphiné
  - 2e du Tour de Münster
- 2018
  - 3e étape du Tour d'Abou Dabi
  - 6e de la RideLondon-Surrey Classic
- 2019
  - 1re étape de l'Adriatica Ionica Race
  - Coppa Bernocchi
- 2020
  - Tour d'Arabie saoudite : 
    -  Classement général
    - 3e et 5e étapes
- 2021
  - 4e étape du Tour de La Provence
  - 1re et 3e étapes du Tour de Hongrie
  - 1re et 5e étapes du Tour de Slovénie
  - 1re étape du Tour de Pologne
  - 1re étape du Tour de Croatie
- 2022
  - 7e étape de Tirreno-Adriatico
  - 5e étape du Tour de Pologne
  - 4e d'Eschborn-Francfort
  - 7e de la Cyclassics Hamburg
- 2023
  - 1re étape du Tour Down Under
- 2024
  - 3e étape de Tirreno-Adriatico
  - 2e étape du Tour de Slovénie
  - 8e de la Classic Bruges-La Panne
- 2025
  - 4e de la Classic Bruges-La Panne
  - 8e du Copenhagen Sprint

### Résultats sur les grands tours

#### Tour de France
3 participations
- 2023 : abandon (17e étape)
- 2024 : non partant (17e étape)
- 2025 : 151e

#### Tour d'Italie
2 participations
- 2017 : abandon (17e étape)
- 2024 : non partant (14e étape)

#### Tour d'Espagne
1 participation
- 2019 : abandon (9e étape)

### Classements mondiaux
| Année                                 | 2013 | 2014 | 2015 | 2016 | 2017 | 2018  | 2019 | 2020 | 2021 | 2022 | 2023 | 2024 |
| ------------------------------------- | ---- | ---- | ---- | ---- | ---- | ----- | ---- | ---- | ---- | ---- | ---- | ---- |
| UCI World Tour                        |      |      |      | nc   | 179e | 147e  |      |      |      |      |      |      |
| Classement mondial                    |      |      |      | 199e | 193e | 413e  | 526e | 234e | 283e | 129e | 146e | 102e |
| UCI Europe Tour                       | 423e | 26e  | 363e | 130e | 132e | 1352e | 404e | 195e | 240e | 106e | nc   | 83e  |
| UCI Asia Tour                         | nc   | nc   | nc   | 80e  | nc   | nc    |      |      |      |      |      |      |
|                                       |      |      |      |      |      |       |      |      |      |      |      |      |
| Légende : nc = non classéSource : UCI |      |      |      |      |      |       |      |      |      |      |      |      |